# Hatem Abd Elhamed
Hatem Abd Elhamed, född 18 mars 1991, är en israelisk fotbollsspelare som spelar för Ironi Tiberias.

## Klubbkarriär
Den 24 juli 2019 värvades Abd Elhamed av Celtic, där han skrev på ett fyraårskontrakt. I februari 2021 återvände Abd Elhamed till israeliska Hapoel Be'er Sheva.
I september 2022 lånades Abd Elhamed ut till Hapoel Haifa på ett säsongslån. I september 2023 blev han klar för en permanent övergång till Hapoel Haifa och skrev på ett ettårskontrakt med klubben. I augusti 2024 skrev Abd Elhamed på för Ironi Tiberias.

## Landslagskarriär
Abd Elhamed debuterade för Israels landslag den 10 juni 2019 i en 0–4-förlust mot Polen, där han blev inbytt i den 82:a minuten mot Nir Bitton.